# Cattedrale di San Luigi degli Invalidi
La cattedrale di San Luigi degli Invalidi (in francese: Cathédrale Saint-Louis des Invalides), anche conosciuta come chiesa dei Soldati (in francese: Église des soldats), è un importante luogo di culto cattolico di Parigi, essendo la cattedrale dell'ordinariato militare in Francia.
La cattedrale è situata all'interno del complesso dell'Hôtel des Invalides, nel VII arrondissement di Parigi, ed è opera dell'architetto Jules Hardouin Mansart.

## Storia
L'Hôtel des Invalides fu voluto da Luigi XIV di Francia come abitazione dei veterani di guerra negli ultimi anni della vita; il progetto venne affidato, da parte del ministro della Guerra François Michel Le Tellier de Louvois, all'architetto Libéral Bruant e la costruzione del complesso andò dal 1671 al 1677.
Nel 1676 l'architetto Jules Hardouin Mansart ebbe l'incarico di progettare una chiesa destinata all'utilizzo degli ospiti della struttura, e l'edificazione di questa iniziò nel marzo 1676 per terminare circa trent'anni dopo, nel 1706. La cerimonia di apertura vi fu l'anno stesso, con la consegna delle chiavi a Luigi XIV. Contemporaneamente, a partire dal 1680, sempre su progetto di Mansart, alle spalle della chiesa ne venne costruita un'altra a croce greca, con alta cupola dorata, originariamente facente le funzioni di cappella palatina e successivamente adibita a tomba di Napoleone; dal 1873 i due luoghi di culto sono collegati tramite un'ampia vetrata che si apre nella parete di fondo di entrambi.
In seguito alla conversione di gran parte del complesso in Musée de l'Armée, la chiesa è rientrata all'interno del percorso museale, divenendo successivamente cattedrale dell'Ordinariato militare in Francia, eretto nel 1952.

## Descrizione

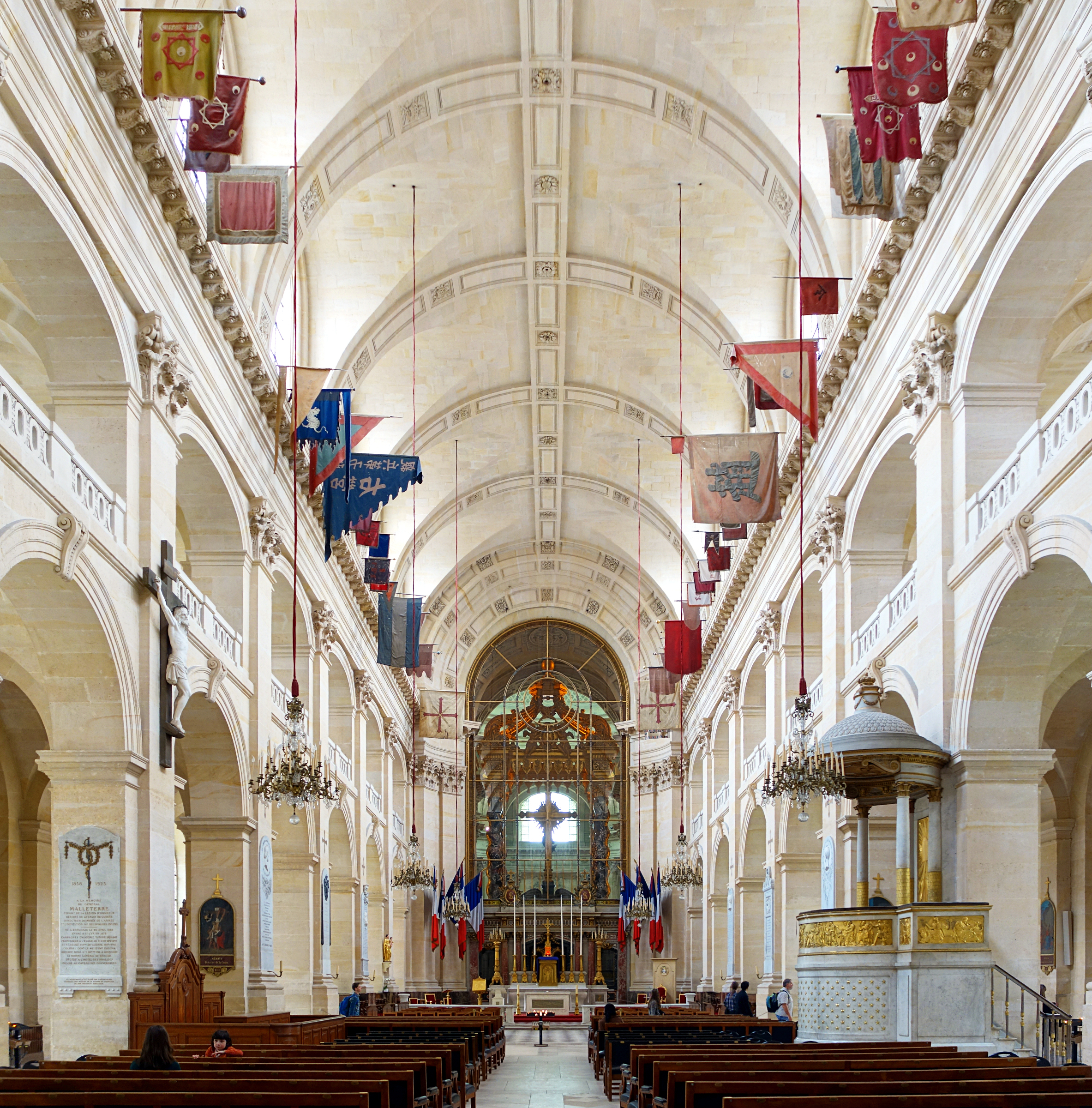
Interno

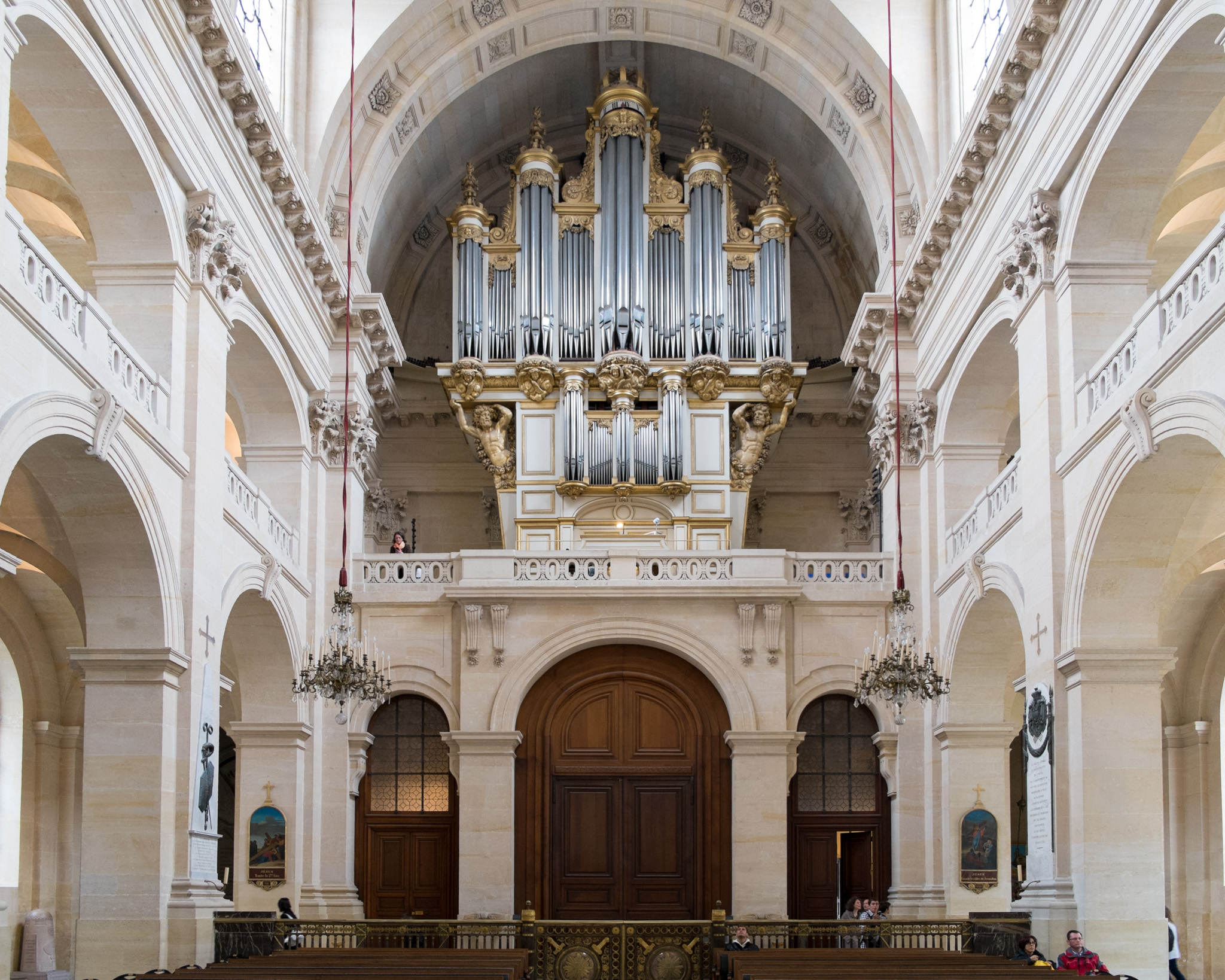
Controfacciata e organo a canne

### Arte e architettura
La cattedrale di San Luigi degli Invalidi è in stile neoclassico, ed è situata, all'interno del complesso dell'Hôtel des Invalides, tra la cappella reale, ospitante la tomba di Napoleone, e il cortile d'onore.
Su quest'ultimo dà l'ingresso principale della chiesa, costituito da tre portali che si aprono sul portico con loggia che corre sui quattro lati del cortile; in corrispondenza della cattedrale, vi è un avancorpo poco sporgente a due ordini, entrambi divisi in tre campate da coppie di colonne corinzie; al centro dell'ordine superiore, la statua di Charles Émile Marie Seurre raffigurante Napoleone, realizzata nel 1805 con il bronzo fuso di alcuni cannoni.
L'interno della cattedrale è a tre navate divise da due file di archi a tutto sesto poggianti su pilastri. La navata centrale è coperta con volta a botte lunettata, mentre le navate laterali, e il soprastante matroneo, sono coperte con volta a crociera; grandi finestre ad arco danno luce all'interno. A metà della navata maggiore, sulla destra, si trova il pulpito in marmo, ornato da un bassorilievo dorato con Gesù che predica alle folle. In fondo alla navata, si trova il presbiterio, cinto da una balaustra; al centro è posto l'altare maggiore in marmi policromi, sormontato dal grande tabernacolo e affiancato dalla cattedra, costituita da un tronetto in legno con un dossale in marmo. A metà delle due navate laterali, si trovano la cappella della Madonna e il battistero, con semplice fonte battesimale marmoreo. La parete fondale della navata centrale è costituita da un'ampia vetrata che dà sulla retrostante cappella reale degli Invalidi.

### Organo a canne
Sulla cantoria in controfacciata, si trova l'organo a canne, costruito tra il 1679 e il 1687 da Alexandre Thierry, successivamente più volte rimaneggiato e nel 1957 ricostruito dalla ditta organaria Beuchet-Debierre.
Lo strumento è a trasmissione elettrica, con 64 registri (dei quali 54 reali); il materiale fonico è interamente collocato all'interno della cassa lignea barocca, progettata da Jules Hardouin Mansart, che presenta una mostra formata da canne di principale disposte in più campi. La consolle, anch'essa in cantoria, è moderna; essa ha tre tastiere, di 61 note ciascuna, e pedaliera dritta di 32 note, con i registri, e le unioni e gli accoppiamenti azionati da placchette a bilico poste su più file ai lati e al di sopra del manuali.